# Княжев, Евгений Владимирович
Евге́ний Влади́мирович Кня́жев (21 января 1968, Новороссийск, Краснодарский край) — советский и российский футболист, полузащитник; тренер.

## Карьера

### Игровая
С 1984 по 1985 год играл за новороссийский «Цемент», в 13 матчах забил 1 мяч. Сезон 1986 года провёл в «Кубани», в 30 встречах первенства отметился 1 голом, а также принял участие в том сезоне в 3 поединках и забил 1 мяч в Кубке СССР. С 1987 по 1988 год выступал за ростовский СКА, в 50 матчах забил 4 гола.
В 1989 году был в составе московского ЦСКА, однако на поле не выходил. Затем с 1989 по 1990 год находился в расположении московского «Торпедо», однако снова ни разу не сыграл за основной состав. С 1990 по 1993 снова выступал за «Цемент», ставший позднее «Гекрисом», провёл за это время 123 встречи, забил 22 мяча и стал вместе с командой победителем Первой лиги России в сезоне 1993 года.
С 1994 по 1995 год защищал цвета сочинской «Жемчужины», в составе которой дебютировал в Высшей лиге России, где провёл 34 матча и забил 5 голов. С 1995 по 1996 год играл за «Динамо-Газовик», в 34 встречах забил 4 мяча

### Тренерская
Работал детским тренером, являлся президентом новороссийской городской общественной физкультурно-спортивной организации «Футбольный клуб „Лидер“».
В конце июля 2020 года вошёл в тренерский штаб Андрея Талалаева в грозненском «Ахмате».

## Достижения
«Гекрис»
- Победитель Первой лиги: 1993
- Итого : 1 трофей